# Cité internationale

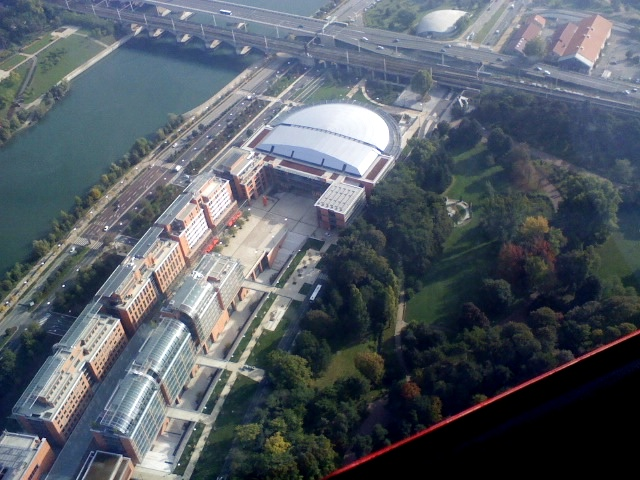
De noordoost zijde van de cité internationale gezien vanuit de lucht

Cité internationale is een wijk in de Franse stad Lyon. De wijk ligt tussen het Parc de la Tête d'Or en de rivier de Rhône, en heeft internationale bekendheid omdat het bijna geheel ontworpen is door de Italiaanse architect Renzo Piano. 
Op de plek waar nu de cité internationale staat, heeft tot 1984 de jaarbeurs van Lyon gestaan. Het huidige ontwerp van Renzo Piano is gekozen na een ontwerpwedstrijd over hoe de achtergelaten ruimte in te vullen. De bouw is afgerond in 2006.
Het complex is gebouwd rondom een half overdekte voetgangersstraat. Er bevinden zich een congres-zaal, een grote bioscoop, een vier sterren hilton hotel, kantoren en appartementen. In het complex bevinden zich tevens het Musée d'Art Contemporain de Lyon, in een opgeknapt gedeelte van de oude beurshallen en het hoofdkantoor van Interpol. 